# Machinery (Propaganda)
p:Machinery is de derde single van de Duitse band Propaganda. Het is afkomstig van hun eerste studioalbum A Secret Wish uit 1985. De single werd op 29 juli van dat jaar uitgebracht en verkocht met name op het Europese vasteland goed.

## Achtergrond
De plaat werd een hit in voornamelijk Europa en de Verenigde Staten. In Propaganda's thuisland Duitsland werd een bescheiden 26e positie bereikt. In het Verenigd Koninkrijk werd de 50e positie in de UK Singles Chart bereikt en in de Verenigde Staten de 20e positie in de Billboard Hot 100 dance lijst. In Spanje werd zelfs de nummer 1-positie bereikt.
In Nederland was de plaat op vrijdag 16 augustus 1985 Veronica Alarmschijf op Hilversum 3 en werd mede hierdoor een grote hit in de destijds drie landelijke hitlijsten op de nationale publieke popzender. De plaat bereikte de 12e positie in de Nederlandse Top 40, de 9e positie in de Nationale Hitparade en de 10e positie in de TROS Top 50. In de Europese hitlijst op Hilversum 3, de TROS Europarade, werd de 20e positie bereikt.
In België bereikte de plaat de 9e positie in de voorloper van de Vlaamse Ultratop 50 en de 11e positie in de Vlaamse Radio 2 Top 30. In Wallonië werd géén notering behaald.
In de sinds december 1999 jaarlijks uitgezonden NPO Radio 2 Top 2000 van de Nederlandse publieke radiozender NPO Radio 2, stond de plaat alleen in 2009 genoteerd op een 1963e positie.

## Hitnoteringen

### Nederlandse Top 40
| Positie: | 26 | 17 | 14 | 12 | 12 | 16 | 21 | 25 | uit |

### Nationale Hitparade
| Positie: | 13 | 11 | 10 | 9 | 12 | 13 | 24 | 29 | uit |

### TROS Top 50
Hitnotering: 22-08-1985 t/m 10-10-1985. Hoogste notering: #10 (3 weken).

### TROS Europarade
Hitnotering: 12-12-1985 t/m 26-12-1985. Hoogste notering: #20 (2 weken).

### Vlaamse Radio 2 Top 30
| Positie: | 29 | 18 | 13 | 11 | 18 | 23 | uit |

### Vlaamse Ultratop 50
| Positie: | 30 | 14 | 11 | 9 | 23 | 30 | 40 | uit |

### NPO Radio 2 Top 2000
p:Machinery stond alleen in 2009 in de NPO Radio 2 Top 2000, op plek 1963.